# Jean-Michel Rolland
Pour les articles homonymes, voir Rolland.
Jean Michel Rolland (né le 13 février 1745 à Gap et mort le 29 avril 1810 à Gap) est un homme politique français, député aux États généraux de 1789 et à l’Assemblée constituante (1789-1791).
Il est d’abord curé d’Oze (1787), puis du Caire en 1789. Il est élu député du clergé aux États généraux. Il rejoint les députés du Tiers, et prête serment à la constitution civile du clergé.
Il retourne d’abord au Caire, comme curé constitutionnel salarié, puis part à Gap où il contribue à la création de l’École centrale, qu’il dirige de 1798 à sa mort.

## Sources
- Jean-Bernard Lacroix, notice biographique, La Révolution dans les Basses-Alpes, Annales de Haute-Provence, bulletin de la société scientifique et littéraire des Alpes-de-Haute-Provence, no 307, 1er trimestre 1989, 108e année, p 89
- Adolphe Robert et Gaston Cougny, Dictionnaire des parlementaires français, (publié en 1889, en ligne , consulté le 24 mars 2008)